# Эммануэль Орлеанский
Филипп Эммануэль Максимилиан Мария Эд Орлеанский (фр. Philippe Emmanuel Maximilien Marie Eudes d'Orléans; 18 января 1872, Мерано, Австро-Венгрия — 1 февраля 1931, Канны, Франция) — герцог Вандом, сын Фердинанда, герцога Алансонского и Орлеанского, правнук Луи-Филиппа I.

## Жизнь
В 1896 году Эммануэль женился на Генриетте, племяннице короля Бельгии Леопольда II и сестре короля Бельгии Альберта I. В этом браке родились четверо детей:
- Мария Луиза (31 декабря 1896 года — 1973 год)
- София (19 октября 1898 года — 1928 год)
- Женевьева (1901 год — 1983 год)
- Шарль (1905 год — 1970 год).

Перед браком с Генриеттой, герцог был возможно тайно женат на Луизе де Майе де ла Тур Ландри (1873—1893), умершей вскоре после рождения сына Филиппа (1893—1955).
К началу первой мировой войны герцогская чета имела владения в Бельгии, Франции и Швейцарии, однако после окончания войны их финансовое положение ухудшилось и они были вынуждены продать ряд владений. В 1914 году герцог стал 1143-м кавалером испанского ордена Золотого Руна.
В ходе обычной простуды в 1931 году у Эммануэля Орлеанского неожиданно остановилось сердце. Он похоронен в родовой усыпальнице Орлеанского дома в Дрё.